# Ehrhardt E-V/4
Le autoblindo Ehrhardt E-V/4 erano delle autoblindo realizzate dalla Ehrhardt durante la prima guerra mondiale.

## Sviluppo
I tecnici della fabbrica tedesca costruirono il primo prototipo di questo veicolo nel 1915 basandosi sulle autoblindo Minerva dell'esercito belga catturati dopo la conquista del paese. La produzione di una piccola serie partì però solo nel 1917.

## Tecnica
Lo scafo del veicolo era diviso in due parti principali, una riservata all'unità propulsiva a benzina da 80 cv nella sezione anteriore e una dedicato all'equipaggio e all'artiglieria in quella posteriore. Era dotata di 6 ruote a raggi. Quelle anteriori erano dotate di particolari flange per eliminare il fango tra i raggi dei cerchioni, mentre le quattro posteriori erano posizionate a coppie ai due lati delle scafo dietro dei battiscopa corazzati. La corazzatura metallica della blindo era spessa 9 mm. Per controllare l'ambiente circostante in sicurezza erano presenti alcuni periscopi. L'equipaggio era costituito da 9 uomini, di cui la maggior parte erano gli addetti alle mitragliatrici MG 08. Per queste ultime, all'interno della vettura trovavano alloggiamento 1250 cartucce in calibro 7,92 mm.
IL mezzo, dal peso di 8 tonnellate, era in grado di raggiungere su strade asfaltate una velocità di 38 m/h , con un'autonomia massima di 155 miglia.

## Impiego
Vennero usate ampiamente per compiti di polizia interna, ed in certi settori dove la loro mobilità potesse essere sfruttata al meglio. Di fatto, a causa del loro notevole peso, le E-V/4 non riuscivano a muoversi agevolmente sui tracciati sconnessi tipici del fronte occidentale della grande guerra. Diversamente andò sul fronte russo, dove le autoblindo erano state modificate per raggiungere un peso massimo di 6 tonnellate, permettendo così una più alta agilità. Con la fine delle ostilità, le E-V/4 costituirono la base corazzata del nuovo esercito tedesco, dal momento che il trattato di Versailles imponeva alla Germania di non avere carri armati attivi all'interno del proprio esercito.